# Just like Heaven (Dinosaur Jr.)
Just like Heaven è un brano dei Dinosaur Jr. pubblicato come singolo e come extended play nel 1989.

## Descrizione
Il brano Just like Heaven è una cover dell'omonimo brano dei The Cure e venne inizialmente registrato per una compilation ma poi il gruppo decise di pubblicarlo autonomamente come singolo/EP. J Mascis inviò una musicassetta col brano a Robert Smith il quale si disse entusiasta della nuova versione tanto che nel 1992 invitò la band ad aprire uno spettacolo dei Cure a Los Angeles dove suonarono il brano.
(Robert Smith, intervista a Blender nel 2003)
Venne pubblicato oltre che negli Usa anche in Gran Bretagna e in Germania in diversi formati (CD, MC, vinile da 7 e da 12 pollici) sia con il solo brano principale che con altri brani aggiuntivi; il disco da 12" presenta solo un lato inciso con i brani mentre il lato B presenta delle incisioni artistiche.
Il disco raggiunse nel Regno Unito la posizione n. 78 in classifica e ne venne realizzato anche un video musicale; successivamente il brano venne aggiunto nella ristampa dell'album You're Living All Over Me.
Venne ristampato nel 1991 in vinile nel formato da 10" e in formato CD.

## Tracce

### Singolo (7", 12", MC e CD - USA, Germania e Regno Unito)
1. Just like Heaven (Registrato al Fun City Studios di New York) – 2:54 (Boris Williams, Laurence Tolhurst, Porl Thompson, Robert Smith e Simon Gallup)
2. Throw Down – 0:47 (J Mascis)
3. Chunks (A Last Rights Tune) (cover del brano dei Last Rights) – 2:10 (Tony Perez)

### EP (CD, Regno Unito)
1. Just like Heaven – 2:54 (Boris Williams, Laurence Tolhurst, Porl Thompson, Robert Smith e Simon Gallup)
2. Throw Down – 0:47 (J Mascis)
3. Chunks (A Last Rights Tune) – 2:10 (Tony Perez)
4. Freak Scene (censored version) – 3:36 (J Mascis)
5. Keep the Glove – 2:32 (J Mascis)

## Musicisti
- Mike Johnson: basso, voce
- Murph: batteria
- J Mascis: chitarra e voce